# Попов, Георгий Иванович (партийный деятель)
Георгий Иванович Попов (7 января 1912, с. Боброво, Курская губерния — 8 декабря 1984, Ленинград) — советский партийный и государственный деятель, первый секретарь Ленинградского горкома КПСС (1960—1971), член ЦК КПСС, депутат Верховного Совета СССР 6-8 созывов, делегат XIX, XX, XXI, XXII, XXIII съездов партии.

## Биография
Родился 7 января 1912 года[по какому календарю?] в селе Боброво Курской губернии в семье учителей.
Окончил Ленинградский институт инженеров железнодорожного транспорта (1936) и до войны работал на ленинградском заводе «Красный треугольник». Во время Великой Отечественной войны служил в Красной Армии, воевал на Брянском, Центральном и 1-м Украинском фронтах, дважды был тяжело ранен, в 1942 году вступил в ВКП(б).
После войны вернулся на завод «Красный треугольник», где работал начальником цеха, главным энергетиком, а позже перешёл на партийную работу — первым секретарём Ленинского райкома КПСС города Ленинграда. В 1956—1957 годах работал первым секретарём Выборгского горкома КПСС, в декабре 1957 — январе 1960 — второй секретарь Ленинградского обкома партии. В 1957 году заочно окончил Высшую партийную школу.
С января 1960 по февраль 1971 года работал первым секретарём Ленинградского горкома партии, сменив в этой должности Николая Родионова. В 1961—1964 годах — кандидат в члены, в 1964—1971 годах — член ЦК КПСС. Избирался депутатом Верховного Совета РСФСР (1959), Верховного Совета СССР шестого (1962—1966), седьмого (1966—1970) и восьмого (1970—1974) созывов. Был делегатом XIX, XX, XXI, XXII, XXIII съездов КПСС.
В 1971—1976 годах был представителем Министерства иностранных дел СССР — руководителем дипагентства в Ленинграде.
Умер 8 декабря 1984 года в Ленинграде. Похоронен на Серафимовском кладбище.

## Семья
Жена: Попова Елизавета Николаевна (1919—2015). Награждена медалью «За доблестный труд в Великой Отечественной войне 1941—1945 гг» (08.03.1946), знаком «Жителю блокадного Ленинграда» (01.06.1990).
Дети: сын Александр (1937), дочь Татьяна (1948).

## Награды
- Орден Ленина (18.11.1965);
- Орден Октябрьской Революции (25.08.1971);
- Орден Отечественной войны 2 степени (1945);
- Два Ордена Трудового Красного Знамени (21.06.1957,06.01.1962);
- Орден Красной Звезды (1944);
- Орден «Знак Почёта» (1955);
- Медаль «За боевые заслуги» (1943);
- Медаль «За победу над Германией» (1946);
- Медаль «За взятие Берлина» (1947);
- Медаль «За освобождение Праги» (1946);
- Медаль «За трудовое отличие»;
- Медаль «В память 250-летия Ленинграда»;
- Медаль «За доблестный труд. В ознаменование 100-летия со дня рождения В. И. Ленина».